# Johanna Gabriella van Oostenrijk

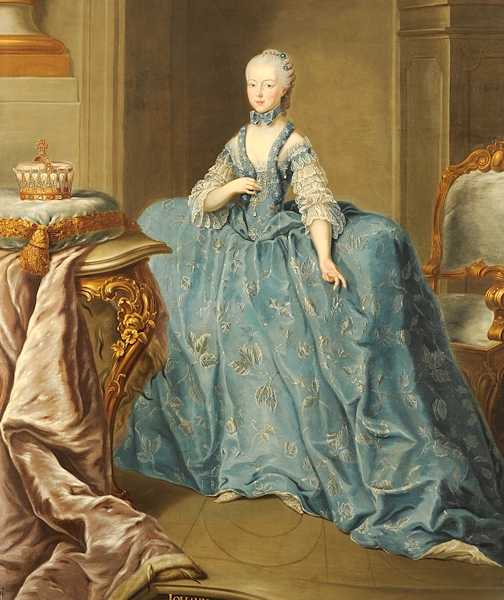
Aartshertogin Johanna Gabriella

Maria Johanna Gabriella Josepha Antonia van Habsburg-Lotharingen (Wenen, 4 februari 1750 — aldaar, 23 december 1762), aartshertogin van Oostenrijk en prinses van Bohemen, Hongarije en Toscane, was de achtste dochter van keizer Frans I Stefan van het Heilige Roomse Rijk en keizerin Maria Theresia van Oostenrijk.
Johanna Gabriella werd geboren op 4 februari 1750 te Wenen. Ze was een zus van vele beroemde Habsburgers. Twee keizers waren haar broers: Keizer Jozef II en keizer Leopold II. Haar zus Maria Amalia was hertogin van Parma, als vrouw van hertog Ferdinand van Parma. Haar zus Maria Christina was via haar huwelijk met Albert Casimir van Saksen-Teschen de landvoogdes van de Oostenrijkse Nederlanden. Haar zus Maria Antonia was als Marie Antoinette de vrouw van koning Lodewijk XVI van Frankrijk. En Maria Carolina was koningin van Napels en Sicilië, als vrouw van koning Ferdinand I der Beide Siciliën. Johanna Gabriella had de vrouw moeten worden van Ferdinand, dit was het eigenlijke plan van keizerin Maria Theresia.
Echter, op de leeftijd van 12 jaar, stierf Johanna Gabriella aan de pokken. Ze is een van de 41 mensen die een "afzonderlijke begrafenis" hebben ontvangen van wie het lichaam verdeeld werd over alle drie de traditionele Weense begraafplaatsen van de Habsburgers (Kapuzinergruft, Herzgruft, Herzogsgruft).